# قناة مسايا
قناة مسايا هي قناة فضائية سورية متخصصة بالمناسبات والأفراح في سوريا بشكل خاص والدول العربية، تعرض كل ما يتعلق بالحفلات، والمناسبات والأفراح من تجهيزات وعروض أزياء وخاصة عروض أزياء العروس، وتقدم الحوارات مع المختصين في التجميل والمكياج والمختصين في فن الإضاءة والتصوير وإقامة الحفلات المختلفة.

## مكاتب القناة
ويوجد للقناة مكاتب عديدة في بعض الدول العربية وأهمها في سوريا والذي يعتبر المكتب الرئيسي كما توجد لها مكاتب في كل من دبي والقاهرة وفي لبنان.

## برامج القناة
ومن أهم البرامج التي تنتجها القناة في سوريا:
- برنامج مسايا الخير سوريا
- برامج الافراح والاعراس
- برنامج أخبار فن من سوريا
- برامج حفلات اعياد الميلاد والمناسبات

كما تنتج القناة برامج في مصر:
- برنامج مرح في فرح تقديم المذيع المتألق محمد السعيد والذي يعد من أشهر وأهم البرامج في القناة.
- برنامج مسايا الخير من القاهرة تقدمة المذيعة نهى حمدي.
- برنامج النهاردة فرحي.

وكذلك برامج من دبي ومناسبات وافراح عربية من مختلف الأماكن.

## روابط إضافية
موقع القناة على الإنترنت